# Gran Premio de Fourmies
El Gran Premio de Fourmies (oficialmente: GP de Fourmies / La Voix du Nord) es una carrera ciclista francesa de un día alrededor de la ciudad de Fourmies (departamento de Norte) y sus alrededores, en el mes de septiembre.
Creada en 1928 en 1936 se desarrolló en dos semi-etapas. De 1960 a 1962, 1972 y 1973, la prueba se desarrolló en dos etapas. La prueba no se organizó en 1966. Desde la creación de los Circuitos Continentales UCI en 2005 dentro del UCI Europe Tour, dentro de la categorñia 1.HC (máxima categoría de estos circuitos). Estuvo además inscrita como prueba para la Copa de Francia de Ciclismo de 1992 a 2000.

## Palmarés
| Año                            | Ganador                 | Segundo                 | Tercero                   |
| ------------------------------ | ----------------------- | ----------------------- | ------------------------- |
| 1928                           | Albert Barthélémy       | Achille Bauwens         | Maurice Denamur           |
| 1929                           | Albert Barthélémy       | Joseph Vanderhaegen     | Rémi Decroix              |
| 1930                           | Albert Barthélémy       | Rémy Verschaetse        | Marcel Muffat             |
| 1931                           | André Vanderdonckt      | Joseph Vanderhaegen     | Albert Barthélémy         |
| 1932                           | Georges Christiaens     | Albert Barthélémy       | Gustave Beckaert          |
| 1933                           | François Mintkiewicz    | Fernand Lemay           | Kamiel Vermassen          |
| 1934                           | Maurice Leleux          | Marcel Duquenne         | Émile Joly                |
| 1935                           | Éloi Meulenberg         | Raymond Debruyckere     | Robert Wierinckx          |
| 1936                           | Léon Lebon              | Emile Bribosia          | Odilon Mewis              |
| 1937                           | Gabriel Dubois          | Albert Perikel          | Paul Botquint             |
| 1938                           | Gabriel Dubois          | André Denhez            | Georges Hubatz            |
| 1939                           | Emile Laplanche         | Wadislas Albrechlinsky  | Bruno Gaspérini           |
| 1940 edición no realizada      |                         |                         |                           |
| 1941                           | Maurice De Muer         | Marcel Delfosse         | Raymond Debruyckere       |
| 1942 edición no realizada      |                         |                         |                           |
| 1943                           | Camille Blanckaert      | Jules Carion            | Louis Déprez              |
| 1944-1945 edición no realizada |                         |                         |                           |
| 1946                           | René Lafosse            | Eloi Vantighem          | Georges Blum              |
| 1947                           | Fernand Patté           | Camille Blanckaert      | Fernand Delvallée         |
| 1948                           | Georges Hubatz          | Yvon Hayez              | Édouard Klabinski         |
| 1949                           | Eugène Dupuis           | Francis Delepière       | Yvon Hayez                |
| 1950                           | Édouard Klabinski       | Lucien Maelfait         | Roger Sannier             |
| 1951                           | Francis Delepière       | Cyriel Maes             | Julien Conan              |
| 1952                           | Michel Vuylsteke        | César Marcelak          | Louis Déprez              |
| 1953                           | Gilbert Pertry          | Gilbert Scodeller       | Pierre Pardoën            |
| 1954                           | Serge Mménéghétti       | Stanislas Gnoinski      | Hubert Colas              |
| 1955                           | Pierre Pardoën          | Elio Gerussi            | Paul Taedelman            |
| 1956                           | Elio Gerussi            | Pierre Pardoën          | Jean Claude Annaert       |
| 1957                           | Jean Stablinski         | Narcisio Carrara        | Georges Dufranne          |
| 1958                           | Pierre Machiels         | Jean Pasinetti          | Jean Dacquay              |
| 1959                           | André Noyelle           | Camille Le Menn         | Albert Bouvet             |
| 1960                           | Michel Vermeulin        | Maurice Munter          | Raymond Poulidor          |
| 1961                           | Joseph Wasko            | Édouard Delberghe       | Camille Le Menn           |
| 1962                           | Guy Ignolin             | Gérard Thiélin          | Alfons Hellemans          |
| 1963                           | Benoni Beheyt           | Norbert Coreelman       | Jean-Pierre Van Haverbeke |
| 1964                           | Frans Melckenbeeck      | Lode Troonbeeckx        | Jo De Roo                 |
| 1965                           | Georges Van Coningsloo  | Willy Bocklandt         | Roger Swerts              |
| 1966 edición no realizada      |                         |                         |                           |
| 1967                           | Willy Van Neste         | Jos Huysmans            | Willy Monty               |
| 1968                           | Gerben Karstens         | Willy Bocklandt         | Roger Rosiers             |
| 1969                           | Ronald De Witte         | Jan Krekels             | Harry Steevens            |
| 1970                           | Noël Vantyghem          | Leif Mortensen          | Frans Verbeeck            |
| 1971                           | Barry Hoban             | Herman Beysens          | Gilbert Bellone           |
| 1972                           | René Pijnen             | Leif Mortensen          | Noël Vantyghem            |
| 1973                           | Eddy Merckx             | Joop Zoetemelk          | Joseph Bruyère            |
| 1974                           | Willy Teirlinck         | Christian De Buysschere | Georges Talbourdet        |
| 1975                           | Dietrich Thurau         | Ludo Peeters            | Walter Planckaert         |
| 1976                           | Jean-Luc Vandenbroucke  | Dietrich Thurau         | Patrick Béon              |
| 1977                           | Jean-Luc Vandenbroucke  | Raphaël Constant        | André Chalmel             |
| 1978                           | Yves Hézard             | Daniel Gisiger          | Jean Chassang             |
| 1979                           | Jean-Luc Vandenbroucke  | Etienne Van der Helst   | Jean-René Bernaudeau      |
| 1980                           | Jacques Bossis          | Géry Verlinden          | Etienne Van der Helst     |
| 1981                           | Jozef Lieckens          | Régis Clère             | Francis Castaing          |
| 1982                           | Rudy Matthijs           | Paul Haghedooren        | Jan Wijnants              |
| 1983                           | Gilbert Duclos-Lassalle | Kim Andersen            | Ferdi van den Haute       |
| 1984                           | Ferdi van den Haute     | Pierre Bazzo            | Laurent Fignon            |
| 1985                           | Jean Habets             | Léo van Vliet           | Gilbert Duclos-Lassalle   |
| 1986                           | Jozef Lieckens          | Gert-Jan Theunisse      | Jean Marie Wampers        |
| 1987                           | Adrie van der Poel      | Jozef Lieckens          | Eric van Lancker          |
| 1988                           | Edwin Bafcop            | Sean Kelly              | Dirk Demol                |
| 1989                           | Martial Gayant          | Jean-François Brasseur  | Hendrik Redant            |
| 1990                           | Frans Maassen           | Søren Lilholt           | Mauro Gianetti            |
| 1991                           | Vincent Lacressonnière  | Jean-Claude Colotti     | Nico Verhoeven            |
| 1992                           | Olaf Ludwig             | Stéphane Hennebert      | Mauro Gianetti            |
| 1993                           | Maximilian Sciandri     | Dimitri Zhdanov         | Laurent Madouas           |
| 1994                           | Andrea Tafi             | Gianluca Bortolami      | Gianluca Gorini           |
| 1995                           | Maximilian Sciandri     | Frank Vandenbroucke     | Rolf Sørensen             |
| 1996                           | Michele Bartoli         | Frank Vandenbroucke     | Claudio Chiappucci        |
| 1997                           | Andrea Tafi             | Gianluca Bortolami      | Michele Bartoli           |
| 1998                           | Luca Mazzanti           | Anthony Langella        | Oscar Pelliccioli         |
| 1999                           | Dmitri Konyschew        | Maximilian Sciandri     | Dave Bruylandts           |
| 2000                           | Andrej Hauptman         | Andrea Ferrigato        | Bo Hamburger              |
| 2001                           | Scott Sunderland        | Fred Rodríguez          | Jens Voigt                |
| 2002                           | Gianluca Bortolami      | Laurent Jalabert        | Cédric Vasseur            |
| 2003                           | Baden Cooke             | Daniele Nardello        | Fabian Wegmann            |
| 2004                           | Andréi Kashechkin       | Dmitri Fofonov          | Thor Hushovd              |
| 2005                           | Robbie McEwen           | Stefan van Dijk         | Jean-Patrick Nazon        |
| 2006                           | Philippe Gilbert        | Adrián Palomares        | Michael Albasini          |
| 2007                           | Peter Velits            | Daniele Nardello        | Baden Cooke               |
| 2008                           | Giovanni Visconti       | Stéphane Goubert        | Fabio Sacchi              |
| 2009                           | Romain Feillu           | Manuel Belletti         | Yauheni Hutarovich        |
| 2010                           | Romain Feillu           | Davide Appollonio       | Kenny Dehaes              |
| 2011                           | Guillaume Blot          | Alexander Kristoff      | Stefan van Dijk           |
| 2012                           | Lars Ytting Bak         | Alexander Kristoff      | Marcel Kittel             |
| 2013                           | Nacer Bouhanni          | André Greipel           | Bryan Coquard             |
| 2014                           | Jonas Van Genechten     | Tom Van Asbroeck        | Elia Viviani              |
| 2015                           | Fabio Felline           | Tom Boonen              | Nacer Bouhanni            |
| 2016                           | Marcel Kittel           | Nacer Bouhanni          | Bryan Coquard             |
| 2017                           | Nacer Bouhanni          | Marc Sarreau            | Rüdiger Selig             |
| 2018                           | Pascal Ackermann        | Arnaud Démare           | Álvaro Hodeg              |
| 2019                           | Pascal Ackermann        | Jasper Philipsen        | Boy van Poppel            |
| 2020 edición cancelada         |                         |                         |                           |
| 2021                           | Elia Viviani            | Pascal Ackermann        | Fernando Gaviria          |
| 2022                           | Caleb Ewan              | Dylan Groenewegen       | Amaury Capiot             |
| 2023                           | Tim Merlier             | Gerben Thijssen         | Matteo Moschetti          |
| 2024                           | Arvid de Kleijn         | Gerben Thijssen         | Søren Wærenskjold         |
| 2025                           |                         |                         |                           |

## Palmarés por países
| País           | Victorias | 2.º lugar | 3.º lugar | Total | Último vencedor             |
| -------------- | --------- | --------- | --------- | ----- | --------------------------- |
| Francia        | 33        | 30        | 39        | 102   | Nacer Bouhanni en 2017      |
| Bélgica        | 25        | 29        | 24        | 78    | Tim Merlier en 2023         |
| Italia         | 9         | 9         | 7         | 25    | Elia Viviani 2021           |
| Países Bajos   | 6         | 6         | 5         | 17    | Arvid de Kleijn en 2024     |
| Alemania       | 5         | 3         | 4         | 12    | Pascal Ackermann en 2019    |
| Australia      | 4         | -         | 1         | 5     | Caleb Ewan en 2022          |
| Reino Unido    | 3         | 1         | -         | 4     | Maximilian Sciandri en 1995 |
| Dinamarca      | 1         | 4         | 2         | 7     | Lars Ytting Bak en 2012     |
| Rusia          | 1         | 1         | -         | 2     | Dmitri Konyshev en 1999     |
| Kazajistán     | 1         | 1         | -         | 2     | Andréi Kashechkin en 2004   |
| Polonia        | 1         | -         | 1         | 2     | Édouard Klabinski en 1950   |
| Eslovenia      | 1         | -         | -         | 1     | Andrej Hauptman en 2000     |
| Eslovaquia     | 1         | -         | -         | 1     | Peter Velits en 2007        |
| Noruega        | -         | 2         | 1         | 3     | -                           |
| Suiza          | -         | 1         | 3         | 4     | -                           |
| Irlanda        | -         | 1         | -         | 1     | -                           |
| Estados Unidos | -         | 1         | -         | 1     | -                           |
| España         | -         | 1         | -         | 1     | -                           |
| Colombia       | -         | -         | 2         | 2     | -                           |
| Bielorrusia    | -         | -         | 1         | 1     | -                           |

## Estadísticas

### Más victorias
Hasta la edición 2023
| Ciclista               | Victorias | Años              |
| ---------------------- | --------- | ----------------- |
| Albert Barthélémy      | 3         | 1929, 1930 y 1931 |
| Jean-Luc Vandenbroucke | 3         | 1976, 1977 y 1979 |
| Gabriel Dubois         | 2         | 1937 y 1938       |
| Jozef Lieckens         | 2         | 1981 y 1986       |
| Maximilian Sciandri    | 2         | 1993 y 1995       |
| Andrea Tafi            | 2         | 1994 y 1997       |
| Romain Feillu          | 2         | 2009 y 2010       |
| Nacer Bouhanni         | 2         | 2013 y 2017       |
| Pascal Ackermann       | 2         | 2018 y 2019       |

### Victorias consecutivas
- Tres victorias seguidas:
  -  Albert Barthélémy (1929, 1930 y 1931)
- Dos victorias seguidas:
  -  Gabriel Dubois (1937 y 1938)
  -  Jean-Luc Vandenbroucke (1976 y 1977)
  -  Romain Feillu (2009 y 2010)
  -  Pascal Ackermann (2018 y 2019)